# Pseudoscabiosa
Pseudoscabiosa je biljni rod češljugovki smješten u vlastiti tribus Pseudoscabioseae, dio porodice kozokrvnica. Pripada mu tri vrste iz zapadnog Sredozemlja.

## Vrste
1. Pseudoscabiosa grosii (Font Quer) Devesa, Španjolska, Maroko
2. Pseudoscabiosa limonifolia (Vahl) Devesa, Sicilija
3. Pseudoscabiosa saxatilis (Cav.) Devesa, Španjolska